# Classe H (sous-marin britannique)
Pour les autres classes de navires du même nom, voir Classe H.
La classe H est une classe de petits sous-marins côtiers utilisée par la Royal Navy durant la Première Guerre mondiale.
Elle est issue de la classe type Holland 602 conçue par le Chantier naval Electric Boat de Groton aux États-Unis et réalisée dans divers chantiers étrangers et pour de nombreux opérateurs (United States Navy, Armada de Chile, Royal Navy, Marine impériale russe puis Marine soviétique, Regia Marina, Marine royale canadienne, Marine royale néerlandaise et l'État ukrainien).

## Conception
Cette classe de sous-marins, dite de défense côtière, a été construite pour attaquer les bateaux allemands dans les eaux britanniques. Ces unités furent équipées de 4 tubes lance-torpilles de 18 pouces (457 mm) avec une dotation de 8 torpilles. Le canon de pont Hotchkiss de 57 mm ne fut monté que sur les 4 premières unités.

## Service
Ils servirent essentiellement comme sous-marins de chasse côtière autour des Îles Britanniques. Certains furent transférés en Mer Adriatique. En raison de l'arrivée tardive de la plupart des unités de cette classe sur le théâtre des opérations navales, seules deux victoires sur les sous-marins allemands U-51 et U-52 sont comptabilisées pour une perte de quatre unités de cette classe.
Après la guerre, ils furent maintenus en service à des fins de formation. Lors du déclenchement de la Seconde Guerre mondiale, les survivants devenus obsolètes serviront néanmoins pour la formation et la défense côtière pour suppléer aux lourdes pertes en début de conflit. Les unités construites au Canada furent équipées du transducteur de Reginald Fessenden.

## Les sous-marins de classe H de la Royal Navy

### Groupe 1
Construits au Canada par Canadian Vickers Ltd de Montréal car les chantiers britanniques étaient trop surchargés.
- HMS H1 - lancé en mai 1915
- HMS H2 - lancé en juin 1915
- HMS H3 - lancé en juin 1915. Coulé par mine en juillet 1916
- HMS H4 - lancé en juin 1915
- HMS H5 - lancé en juin 1915. Éperonné et coulé en mars 1916
- HMS H6 - lancé en juin 1915. Interné et acheté par la Hollande en janvier 1916
- HMS H7 - lancé en juin 1915
- HMS H8 - lancé en juin 1915
- HMS H9 - lancé en juin 1915
- HMS H10 - lancé en juin 1915. Disparu en 1918

### Groupe 2
Construits par le Chantier naval Fore River de Quincy aux États-Unis. Lorsque le gouvernement américain a découvert leur construction, il garda toutes les unités achevées, ne les libérant qu'après être à son tour entré en guerre deux ans plus tard. Pour échapper à cette difficulté, le gouvernement britannique a transféré six unités à la Marine chilienne en paiement partiel pour l'incorporation dans la marine britannique de deux cuirassés construits pour le Chili en Grande-Bretagne.
- HMS H11 - lancé en 1915.
- HMS H12 - lancé en 1915.
- HMS H13 - lancé en 1918. Transféré au Chili
- NCSM CH-14 - lancé en 1919. transféré au Canada
- NCSM CH-15 - lancé en 1918. transféré au Canada
- HMS H16 - lancé en 1918. Transféré au Chili
- HMS H17 - lancé en 1918. Transféré au Chili
- HMS H18 - lancé en 1918. Transféré au Chili
- HMS H19 - lancé en 1918. Transféré au Chili
- HMS H20 - lancé en 1918. Transféré au Chili

### Groupe 3
Construits en 1917 et 1919 en Grande-Bretagne sur les chantiers Vickers, Armstrong Whitworth,Cammell Laird et William Beardmore and Company.
- HMS H21 - Lancé en 1918
- HMS H22 - Lancé en 1918
- HMS H23 - Lancé en 1918
- HMS H24 - Lancé en 1918
- HMS H25 - Lancé en 1918
- HMS H26 - Lancé en 1918
- HMS H27 - Lancé en 1918
- HMS H28 - Lancé en 1918
- HMS H29 - Lancé en 1918. Coulé par accident en 1926
- HMS H30 - Lancé en 1918
- HMS H31 - Lancé en 1919. Premier sous-marin doté d'un ASDIC[1]. Coulé par une mine en 1941
- HMS H32 - Lancé en 1919
- HMS H33 - Lancé en 1919
- HMS H34 - Lancé en 1919
  - les H35 à H40 furent annulés
- HMS H41 - Lancé en 1918. Détruit par collision en 1920
- HMS H42 - Lancé en 1919. Détruit par collision en 1922
- HMS H43 - Lancé en 1919.
- HMS H44 - Lancé en 1920.
  - les H45 et H46 furent annulés
- HMS H47 - Lancé en 1919. Détruit par collision en 1929
- HMS H48 - Lancé en 1919.
- HMS H49 - Lancé en 1919. Coulé par un navire allemand en 1940
- HMS H50 - Lancé en 1920.
- HMS H51 - Lancé en 1919.
- HMS H52 - Lancé en 1919.
  - les H53 et H54 furent annulés.